# دوره شانزدهم مجلس شورای ملی
دوره شانزدهم مجلس شورای ملی در ۲۰ بهمن ۱۳۲۸ (۲۱ ربیع‌الثانی ۱۳۶۹ ه. ق) بازگشایی شد و در ۲۹ بهمن ۱۳۳۰ (۲۲ جمادی‌الاول ۱۳۷۱ ه. ق) به پایان رسید.
ریاست مجلس شانزدهم در دست رضا حکمت بود. ۱۳۱ نماینده به مجلس راه یافتند و نمایندگان آباده، شهرکرد، نجف‌آباد، مهاباد و نماینده دوم کرمان تعیین نشدند. 
مظفر بقائی نمایندهٔ نخست کرمان، از تهران نیز انتخاب شده‌بود. احمد دهقان در خرداد ۱۳۲۹ کشته شد.
در سال ۱۳۳۰ محمد مصدق به نخست‌وزیری و محمود نریمان به وزارت دارایی رسیدند و از مجلس رفتند. سه نمایندهٔ دیگر نیز با قبول شغل دولتی، مجلس را ترک کردند. 
در این دوره، پنج کابینه برای رأی اعتماد به مجلس معرفی شدند. همچنین حدود ۱۱۳ قانون در مجلس به تصویب رسید.

## رخدادهای مهم

### روند انتخابات
انتخابات دوره شانزدهم مجلس شورای ملی در مهر ۱۳۲۸ انجام شد. پیش از انتخابات، کاشانی که به لبنان تبعید شده بود به نواب صفوی نامه ای نوشت و خطر دخالت در انتخابات را گوشزد کرد و از او خواست تا در انتخابات به نفع کاندیداهای جبهه ملی دخالت کند (یعنی به نفع کاندیداتوری کاشانی، مصدق، شایگان، مکی، بقایی، حائری زاده و غیره). نواب صفوی می‌گوید: «... به آیت‌الله کاشانی در لبنان نوشتم این نمایندگانی که به مجلس می‌روند چهره‌ مذهبی ندارند، چگونه موافقید ما به خاطر این‌ها فعالیت کنیم. آیت‌الله کاشانی در جواب نوشتند: این‌ها وکلایی هستند که برای ملی شدن نفت به مجلس می‌روند و این مسوولیت را می‌توانند انجام بدهند، پشت سر این‌ها نماز نخواهیم خواند.» نواب با کمک فداییان اسلام مسئولیت حفاظت از صندوق های رای را در ۵ روز انتخابات به عده گرفت. اما ماموران دولتی در اواخر انتخابات به بهانه مراسم محرم صندوق ها را از مساجد به فرهنگستان منتقل می‌کنند و نام مصدق و کاشانی و وکلای ملیون از لیست منتخبین خارج می‌شود. در اعتراض به تقلب، برخی انجمن‌های نظارت بر انتخابات به طور دسته‌جمعی استعفا دادند. نگاهی به تیتر سرمقاله‌های باختر امروز به قلم دکتر حسین فاطمی درباره انتخابات، گویای شرایط آن روز است: «از این انتخابات آزاد ما دنیا خجالت می‌کشد»، «این انتخابات رسوا مردم را به ستوه آورده است». قبل از ظهر جمعه ۲۲ مهر، جمع کثیری از مردم در مقابل در سنگی کاخ سلطنتی جمع شدند تا عرضِ حال خود را از اقدامات خلاف قانون دولت ساعد به شاه تحویل دهند. مقابل در ورودی کاخ، دکتر مصدق پس از بیرون آمدن عبدالحسین هژیر وزیر دربار،  با دیدن وی با عصبانیت فریاد کشید: «عبدالحسین خان تو شرف داری؟ از تو می‌پرسم، این انتخابات آزاد است؟ تو را به وجدانت انتخابات آزاد است؟» هژیر که از تیر ۱۳۲۸ وزیر دربار (او آبان ۱۳۲۷ از نخست‌وزیری استعفا داده بود) و ناظر اصلی انتخابات شده بود، متهم اصلی این مداخله انتخاباتی اعلام شد و در ۱۳ آبان توسط سید حسین امامی ترور شد. سید محمدصادق طباطبائی رئیس انجمن نظارت، به فساد در انتخابات اعتراف کرد و نتیجه قرائت آرا در ۱۹ آبان ۱۳۲۸ متوقف و باطل شد. در کرمان و تبریز نیز انتخابات باطل شد و اعضا انجمن نظارت استعفا دادند. انتخابات جدید در تهران در بهمن ۱۳۲۸ مجدد برگزار شد و مصدق و کاشانی و وکلای ملی به مجلس راه یافتند. اولین جلسه مجلس شانزدهم در ۲۰ بهمن ۱۳۲۸ با سخنرانی شاه تشکیل شد.

### افتتاح مجلس
پس از برگزاری انتخابات مجلس، انتخابات تهران باطل شد و انتخابات مجدد آن در ۱۹ بهمن انجام شد و نتیجهٔ آن، پس از گشایش مجلس و انتخاب هیئت رئیسه، تعیین شد. نخستین جلسهٔ رسمی مجلس با سخنرانی شاه در روز ۲۰ بهمن برگزار شد و در جلسهٔ سوم در ۳ اسفند، رضا حکمت به ریاست مجلس رسید. دولت ساعد استعفا کرد تا دولت جدید به مجلس معرفی شود.

### کابینه
در دورهٔ شانزدهم شش کابینه به مجلس معرفی شدند:
- کابینه پنجم محمد ساعد: در ٧اسفند ۱۳۲۸ به مجلس معرفی شد؛ ولی نتوانست از مجلس رأی اعتماد بگیرد و ساعد استعفا کرد.
- کابینه دوم علی منصور: در ۱۴ فروردین ۱۳۲۹ تشکیل و در ۲۰ فروردین به مجلس معرفی شد. مجلس در ۲۱ فروردین به کابینه رأی اعتماد داد. منصور در ۵ تیر استعفا کرد.
- کابینه نخست حاج‌علی رزم‌آرا: در ۶ تیر ۱۳۲۹ به مجلس معرفی شد و رأی اعتماد گرفت. با کشته‌شدن رزم‌آرا در ۱۶ اسفند توسط خلیل طهماسبی، دولت منحل شد.
- کابینه نخست حسین علاء: در ۱۸ فروردین ۱۳۳۰ به مجلس معرفی شد و در ۲۷ فروردین رأی اعتماد گرفت. ولی در ۶ اردیبهشت استعفای خود را به شاه تقدیم کرد.
- کابینه نخست محمد مصدق: در ۱۲ اردیبهشت به مجلس معرفی شد و مجلس در ۱۵ اردیبهشت به کابینه رأی اعتماد داد.

### سایر رخدادها
- ۲۲ تیر ۱۳۲۹: رد لایحه عدم تمرکز سیاسی و تأسیس انجمن‌های محلی[۶]
- ۲۷ بهمن ۱۳۲۹: تصویب طرح الغای قوانین مربوط به مطبوعات به استثنای قانون محرم ۱۳۲۶ قمری[۷]
- ۲۴ اسفند ۱۳۲۹: تصویب طرح ملی شدن صنعت نفت[۸]
- ۱۰ اردیبهشت ۱۳۳۰: تصویب قانون اجرای ملی شدن صنعت نفت و خلع ید کمپانی انگلیسی[۹]
- ۱۳ مرداد ۱۳۳۰: تصویب لایحه قرضه ملی[۱۰]